# Hoplia rotunda
Hoplia rotunda är en skalbaggsart som beskrevs av Bates 1887. Hoplia rotunda ingår i släktet Hoplia och familjen Melolonthidae. Inga underarter finns listade i Catalogue of Life.